# Антон Мумджиев
Антон Иванов Мумджиев е български революционер, деец на националноосвободителното движение и Съединението.

## Биография
Антон Мумджиев е роден около 1851 г. в Татар Пазарджик. Участва в Априлското въстание, след което е преследван от Османските власти и бяга в Цариград, а от там в Руската империя. По време на Руско-турската война (1877 – 1878) служи във 2-ра дружина на Българското опълчение и взема участие в битката при Стара Загора, Шипка и Шейново.
След Освобождението на България, от 1882 до 1885 г. служи в телеграфо-пощенската станция в родния си град. Взема участие в подготовката на Съединението в Татар Пазарджик, избран е за член на местния комитет, а в родната му къща се провеждат заседания на комитета. След Съединението е полицейски комисар и полицейски пристав в Татар Пазарджик, Стара Загора, Хасково, Пловдив и др.омитет за Съединение.
Умира в Кавакли на 4 януари 1923 г.